# 香菇属
香菇屬（學名：Lentinula），是傘菌目小皮伞科的一属，於1909年由美國真菌學家富蘭克林·薩姆納·厄爾描述發表，其模式種為生長在新熱帶界的卷木菇。本屬的子實體常成群出現在樹木上，蕈傘直徑2-25公分不等，顏色深淺各異，蕈褶為白色，擔孢子多無色、平滑、且梅澤試劑檢驗結果為陰性。被大量栽培食用的香菇即為本屬的物種之一。
截至2008年，香菇屬共有8種物種，多分布於熱帶地區。

## 分類
香菇屬曾長期被視為另一較大的屬Lentinus（中文亦稱為香菇屬）之異名，香菇原本也被認為是該屬的物種。1975年，Pegler分析本屬物種的菌絲結構，認為其與Lentinus物種的菌絲差異頗大，且香菇菌絲結構與本屬物種的較為相似，雖其巨觀結構與地理分佈均與本屬原有物種有所差異，仍將香菇歸入本屬之中。

## 物種
以下列出香菇屬的物種：
- Lentinula aciculospora J.L. Mata & R.H. Petersen
- 卷木菇 Lentinula boryana (Berk. & Mont.) Pegler
- 香菇 Lentinula edodes (Berk.) Pegler (≡Lentinus edodes (Berk.)Singer)
- Lentinula guarapiensis (Speg.) Pegler
- Lentinula lateritia (Berk.) Pegler
- 新西兰木菇 Lentinula novae-zelandiae (G. Stev.) Pegler
- Lentinula raphanica (Murrill) Mata & R.H. Petersen
- Lentinula reticeps (Mont.) Murrill

## 圖集

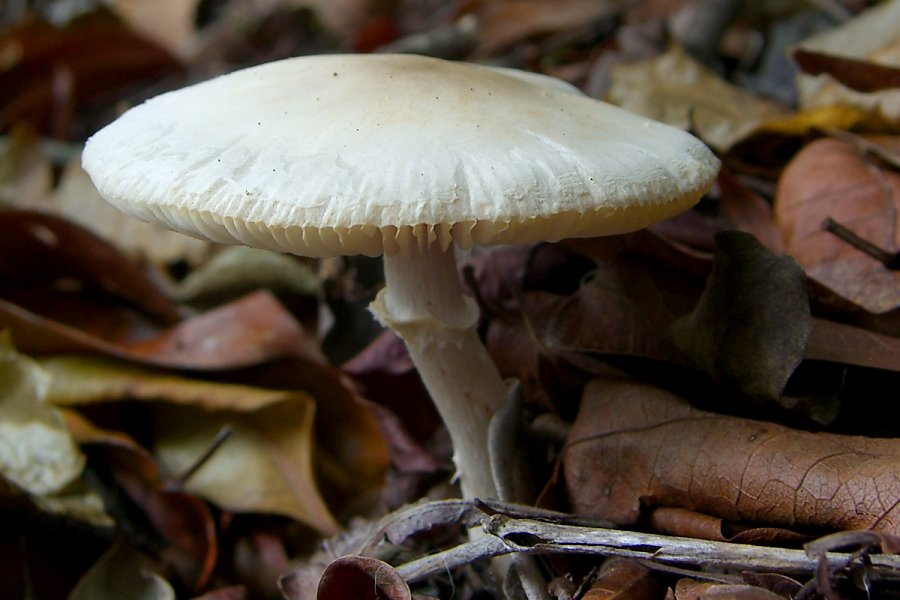
卷木菇（L. boryana）
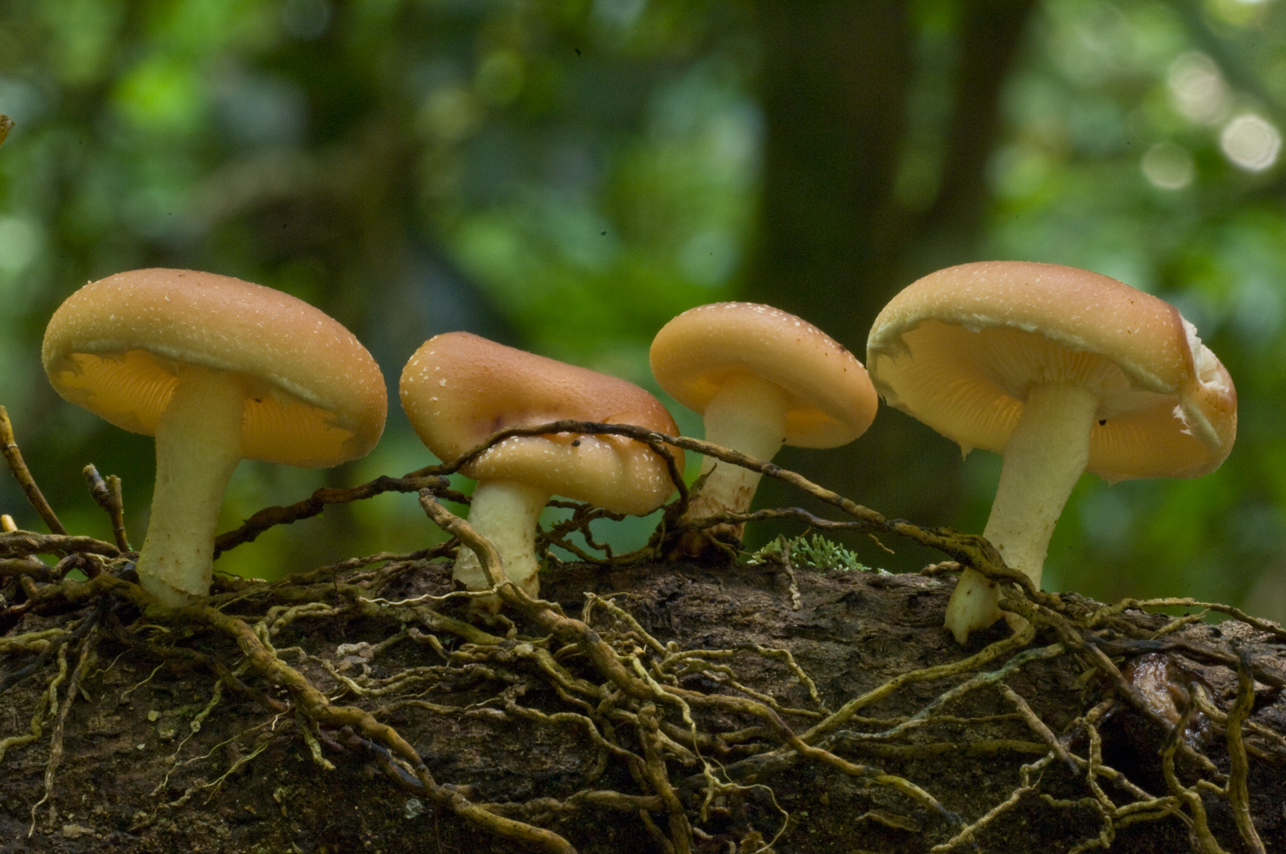
L. lateritia
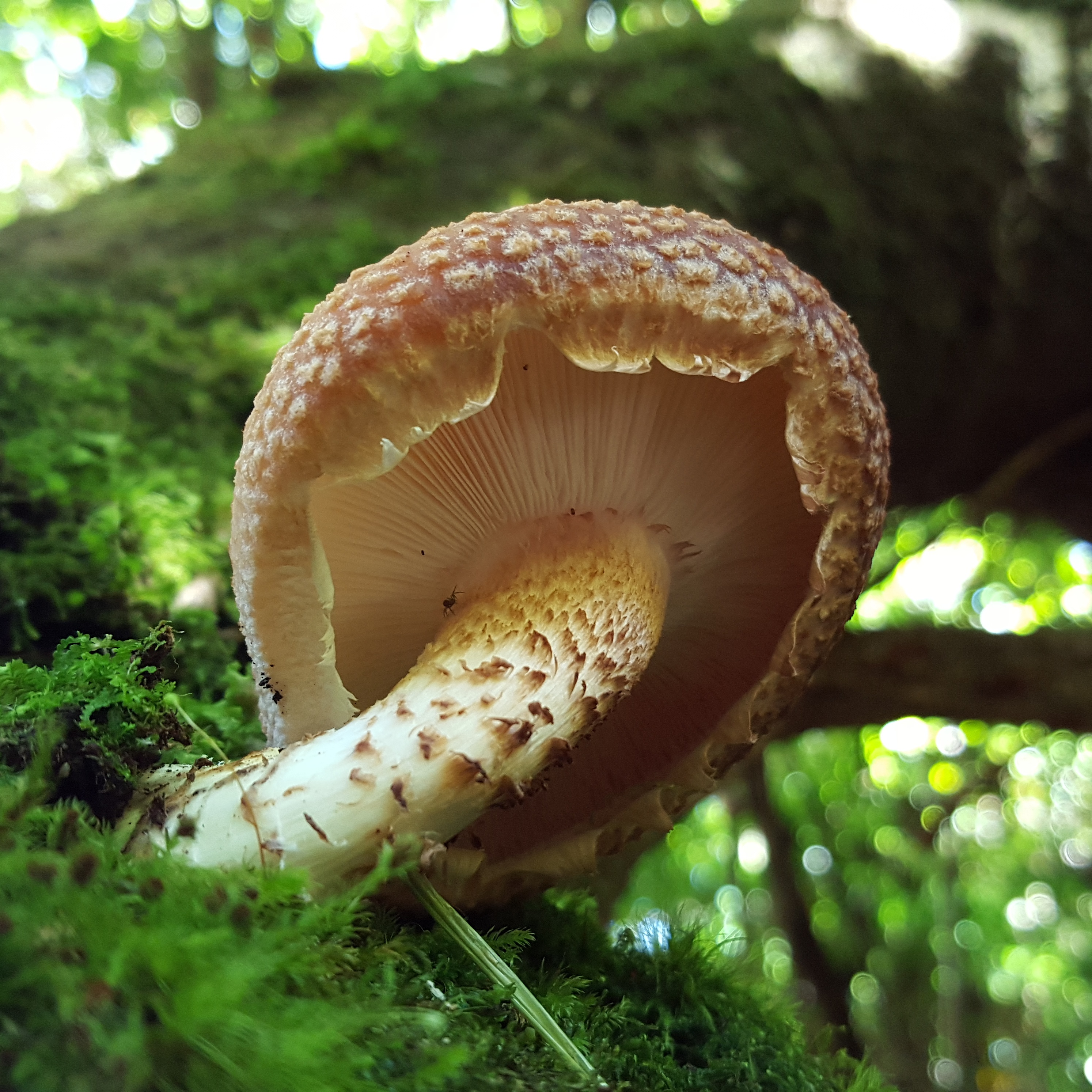
L. Aciculospora
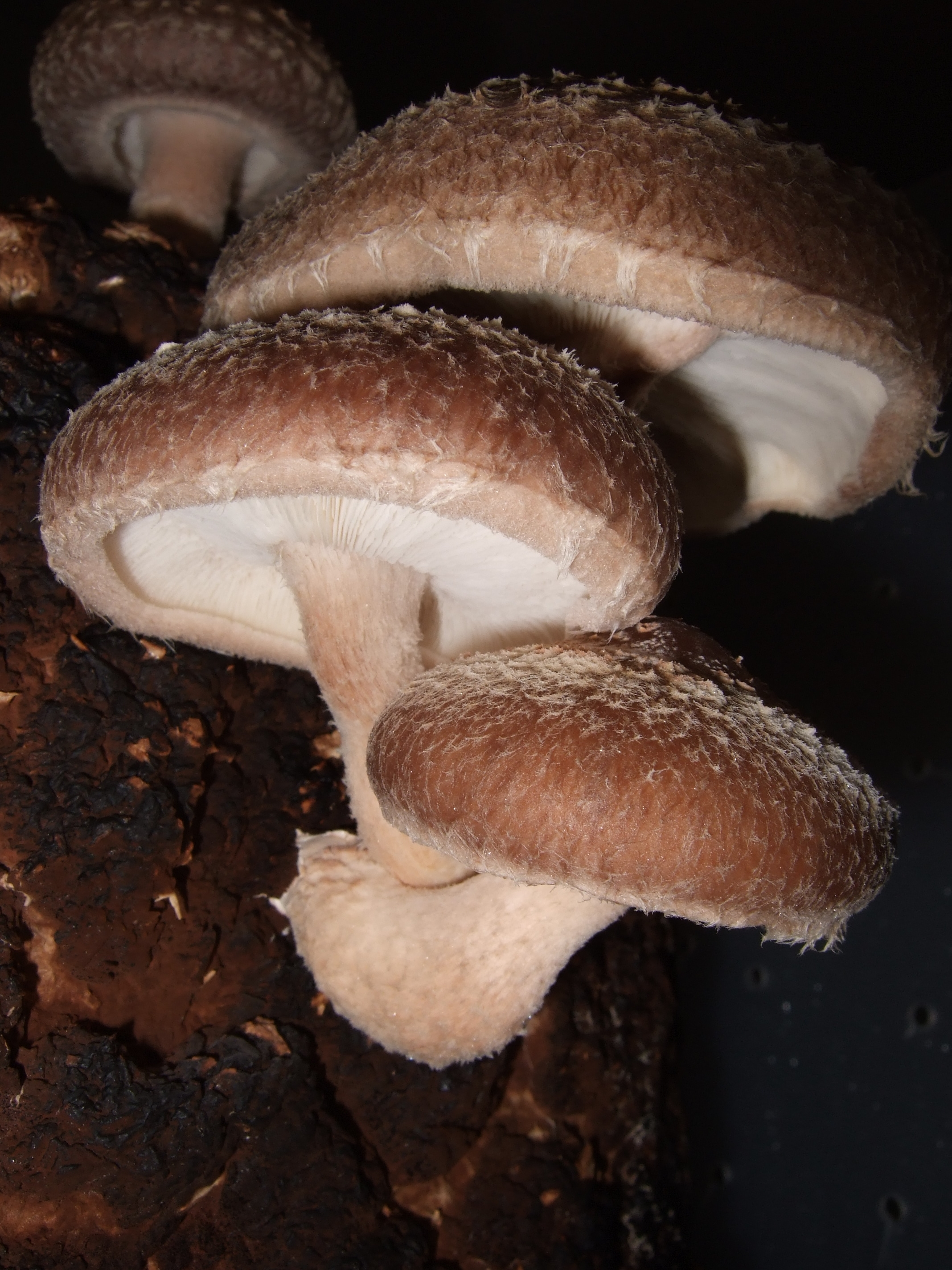
香菇（L. edodes）